# Wheels of Fire
Wheels of Fire (en español Ruedas de fuego) es el tercer álbum de estudio, el primero mixto (de estudio y en vivo) y el primero en formato doble de la banda británica Cream. El álbum llegó al puesto n.º 1 en Estados Unidos y al n.º 3 en el Reino Unido, siendo además, el primer álbum doble en lograr disco de platino. Es a la fecha el álbum más exitoso de Cream.
Contiene la canción más famosa del grupo White Room y uno de los mejores solos de guitarra de la historia en la versión en vivo de Crossroads, de Robert Jonhson.
El álbum también llegó a venderse como dos álbumes independientes: Wheels of Fire (In the Studio) y Wheels of Fire (Live at the Fillmore).
Fue posicionado en el lugar no. 205 de los 500 Mejores Álbumes de la Historia, por la revista Rolling Stone.

## Contexto

### Grabación
El primer disco se empezó a grabar a mediados de 1967. Las sesiones iniciales se dieron en Londres.
Contó con cóvers de varios artistas de blues como Sitting on Top of the World, de Howlin' Wolf y Born Under a Bad Sign de Booker T. Jones, pero interpretada por Albert King en 1967. También contó en su mayoría con canciones originales, como la afamada White Room.
Sin embargo, la banda estaba de gira promocional de su álbum Disraeli Gears y consideraron que las canciones de estudio no eran suficientes para su próximo proyecto. Fue así como a inicios de 1968 entraron a Atlantic Studios en Nueva York para grabar otros temas para el álbum.
El segundo disco, en vivo, fue grabado en marzo de 1968, durante dos shows ofrecidos en The Fillmore, sala de conciertos en San Francisco. En el corte final se decidió incluir a las versiones de los temas Crossroads, de Robert Johnson, y Spoonful de Willie Dixon, más dos temas de Cream, Traintime y Toad.

## Lanzamiento y recepción
Wheels of Fire fue lanzado el 9 de agosto de 1968 en el Reino Unido.
El álbum fue un éxito de ventas, alcanzando el puesto no. 1 en las listas, siendo el único álbum de Cream en lograr esto.
Sus sencillos fueron White Room, lanzado en noviembre de 1968, que alcanzó el puesto 6 en las listas y Crossroads, lanzado en enero de 1969.

## Legado
Las ventas del álbum fueron de tan buenas, que fue el primer álbum de la historia de la música en alcanzar un disco de platino. De hecho el álbum alcanzó en 24 meses la cifra de 35 millones de copias.
En el 2003 la revista Rolling Stone incluyó al álbum en la lista de los 500 Mejores Álbumes de Todos los Tiempos, en el 2012, a la posición 205, a pesar de que críticamente se considera mejor que sus predecesores Disraeli Gears de 1967 y Fresh Cream de 1966, mejor clasificados por la revista.

## Lista de canciones

### In The Studio
| Lado A |                               |                                                  |          |  |
| N.º    | Título                        | Escritor                                         | Duración |  |
| 1.     | «White Room»                  | Jack Bruce, Pete Brown                           | 4:58     |  |
| 2.     | «Sitting on Top of the World» | Walter Vinson, Lonnie Chatmon; arr, Howlin' Wolf | 4:58     |  |
| 3.     | «Passing the Time»            | Ginger Baker, Mike Taylor                        | 4:31     |  |
| 4.     | «As You Said»                 | Jack Bruce, Pete Brown                           | 4:20     |  |

| Lado B | |                               |          |  |
| N.º    | Título                                                                                                 | Escritor                      | Duración |  |
| 1.     | «Pressed Rat and Warthog» (no está en la edición de España, se lanzó como lado B de Anyone For Tennis) | Ginger Baker, Mike Taylor     | 3:13     |  |
| 2.     | «Politician»                                                                                           | Jack Bruce, Pete Brown        | 4:12     |  |
| 3.     | «Those Were The Days»                                                                                  | Ginger Baker, Mike Taylor     | 2:53     |  |
| 4.     | «Born Under a Bad Sign»                                                                                | Booker T. Jones, William Bell | 3:09     |  |
| 5.     | «Deserted Cities of the Heart»                                                                         | Jack Bruce, Pete Brown        | 3:38     |  |

### Live at the Fillmore
| Lado A |                                                                               |                                   |          |  |
| N.º    | Título                                                                        | Escritor                          | Duración |  |
| 1.     | «Crossroads» (10 de marzo de 1968 en The Fillmore, San Francisco, California) | Robert Johnson; arr. Eric Clapton | 4:13     |  |
| 2.     | «Spoonful» (10 de marzo de 1968 en The Fillmore, San Francisco, California)   | Willie Dixon                      | 16:43    |  |

| Lado B |                                                                             |              |          |  |
| N.º    | Título                                                                      | Escritor     | Duración |  |
| 1.     | «Traintime» (8 de marzo de 1968 en The Fillmore, San Francisco, California) | Jack Bruce   | 7:01     |  |
| 2.     | «Toad» (7 de marzo de 1968 en The Fillmore, San Francisco, California)      | Ginger Baker | 16:15    |  |

### Bonus Tracks de la edición limitada de Polydor en Japón de 2015
| N.º | Título                     | Escritor                               | Duración |  |
| 1.  | «Anyone For Tennis»        | Eric Clapton, Martin Sharp             |          |  |
| 2.  | «Falstaff Beer Commercial» | Eric Clapton, Ginger Baker, Jack Bruce |          |  |
| 3.  | «Sunshine of Your Love»    | Eric Clapton, Ginger Baker Jack Bruce  |          |  |
| 4.  | «N. S. U.»                 | Jack Bruce                             |          |  |

## Miembros
- Jack Bruce – voz principal, bajo, violonchelo, armónica, calliope, guitarra acústica
- Eric Clapton – guitarra, voces
- Ginger Baker – batería, percusión, voces

### Otros
- Felix Pappalardi – viola, instrumentos de viento, órgano